# 1975–1976-os bajnokcsapatok Európa-kupája
A bajnokcsapatok Európa-kupája 21. szezonja. A német Bayern München sorozatban harmadik címét szerezte meg, ezzel ők lettek a harmadik csapat, amely végleg elhódította a serleget (mivel az előző 1973-ban végleg az Ajaxé lett, a harmadik példánynak a Bayern volt az egyetlen tulajdonosa). A döntőben a francia AS Saint-Étienne-t győzték le, amely mérkőzést a magyar Palotai Károly vezette.

## Eredmények

### 1. forduló
| 1. csapat          | Össz. | 2. csapat        | 1. mérk. | 2. mérk. |
| ------------------ | ----- | ---------------- | -------- | -------- |
| B. Mönchengladbach | 7–2   | Wacker Innsbruck | 1–1      | 6–1      |
| CSZKA Szófia       | 2–3   | Juventus         | 2–1      | 0–2      |
| Slovan Bratislava  | 1–3   | Derby County     | 1–0      | 0–3      |
| Real Madrid        | 4–2   | Dinamo București | 4–1      | 0–1      |
| SL Benfica         | 7–1   | Fenerbahçe       | 7–0      | 0–1      |
| Újpesti Dózsa      | 5–51  | FC Zürich        | 4–0      | 1–5      |
| Malmö FF           | 3–32  | Magdeburg        | 2–1      | 1–2      |
| Jeunesse Esch      | 1–8   | Bayern München   | 0–5      | 1–3      |
| Olimbiakósz        | 2–3   | Gyinamo Kijev    | 2–2      | 0–1      |
| Omonia             | 2–5   | ÍA               | 2–1      | 0–4      |
| KB                 | 1–5   | Saint-Étienne    | 0–2      | 1–3      |
| Rangers            | 5–2   | Bohemian         | 4–1      | 1–1      |
| Floriana           | 0–8   | Hajduk Split     | 0–5      | 0–3      |
| Molenbeek          | 4–2   | Viking           | 3–2      | 1–0      |
| Ruch Chorzów       | 7–2   | KuPS             | 5–0      | 2–2      |
| Linfield           | 1–10  | PSV Eindhoven    | 1–2      | 0–8      |

1 Az Újpesti Dózsa csapata jutott tovább, idegenben lőtt több góllal.

2 A Malmö FF csapata jutott tovább tizenegyesekkel (2–1).

### 2. forduló (Nyolcaddöntő)
| 1. csapat          | Össz. | 2. csapat      | 1. mérk. | 2. mérk. |
| ------------------ | ----- | -------------- | -------- | -------- |
| B. Mönchengladbach | 4–2   | Juventus       | 2–0      | 2–2      |
| Derby County       | 5–6   | Real Madrid    | 4–1      | 1–5      |
| SL Benfica         | 6–5   | Újpesti Dózsa  | 5–2      | 1–3      |
| Malmö FF           | 1–2   | Bayern München | 1–0      | 0–2      |
| Gyinamo Kijev      | 5–0   | ÍA             | 3–0      | 2–0      |
| Saint-Étienne      | 4–1   | Rangers        | 2–0      | 2–1      |
| Hajduk Split       | 7–2   | Molenbeek      | 4–0      | 3–2      |
| Ruch Chorzów       | 1–7   | PSV Eindhoven  | 1–3      | 0–4      |

### Negyeddöntő
| 1. csapat          | Össz. | 2. csapat      | 1. mérk. | 2. mérk. |
| ------------------ | ----- | -------------- | -------- | -------- |
| B. Mönchengladbach | 3–31  | Real Madrid    | 2–2      | 1–1      |
| SL Benfica         | 1–5   | Bayern München | 0–0      | 1–5      |
| Gyinamo Kijev      | 2–3   | Saint-Étienne  | 2–0      | 0–3      |
| Hajduk Split       | 2–3   | PSV Eindhoven  | 2–0      | 0–3      |

1 A Real Madrid csapata jutott tovább, idegenben lőtt több góllal.

### Elődöntő
| 1. csapat     | Össz. | 2. csapat      | 1. mérk. | 2. mérk. |
| ------------- | ----- | -------------- | -------- | -------- |
| Real Madrid   | 1–3   | Bayern München | 1–1      | 0–2      |
| Saint-Étienne | 1–0   | PSV Eindhoven  | 1–0      | 0–0      |

### Döntő
| 1976. május 12. |

| Bayern München | 1–0   | Saint-Étienne |
| -------------- | ----- | ------------- |
| Roth 57'       | (0–0) |               |

| Hampden Park, Glasgow Nézőszám: 54 864 Játékvezető: Palotai Károly (magyar) |

| Az 1975–76-os bajnokcsapatok Európa-kupájának győztese |
| Bayern München 3. cím                                  |
| ← 1974–75 Bayern München                               |
| Liverpool 1976–77 →                                    |